# 베네수엘라의 행정 구역
다음은 베네수엘라의 행정 구역에 관한 서술이다.

## 같이 보기
- 베네수엘라의 지방